# Ratpenat cuallarg de Beccari
El ratpenat cuallarg de Beccari (Ozimops beccarii) és una espècie de ratpenat de la família dels molòssids. Viu a Austràlia, Indonèsia i Papua Nova Guinea. Fou anomenat en honor del botànic italià Odoardo Beccari.